# Ebertsheim
Ebertsheim (palat. Ewwertsem) – miejscowość i gmina w Niemczech, w kraju związkowym Nadrenia-Palatynat, w powiecie Bad Dürkheim, wchodzi w skład gminy związkowej Leiningerland. Do 31 grudnia 2017 należała do gminy związkowej Grünstadt-Land.